# 小科比林
51°19′27″N 28°32′29″E / 51.32417°N 28.54139°E
小科比林（烏克蘭語：Малий Кобилин），是烏克蘭北部的村莊，隸屬日托米爾州的科羅斯滕區。該村面積0.15平方公里，海拔高度238米，2001年人口276，人口密度每平方公里1,890.41人。